# Aegithalos niveogularis

El mito gorjiblanco (Aegithalos niveogularis) es una especie de ave paseriforme de la familia Aegithalidae propia del subcontinente indio.  Se encuentra en  India, Nepal, y Pakistán.  Su hábitat natural son los bosques húmedos de montaña subtropicales.

## Galería

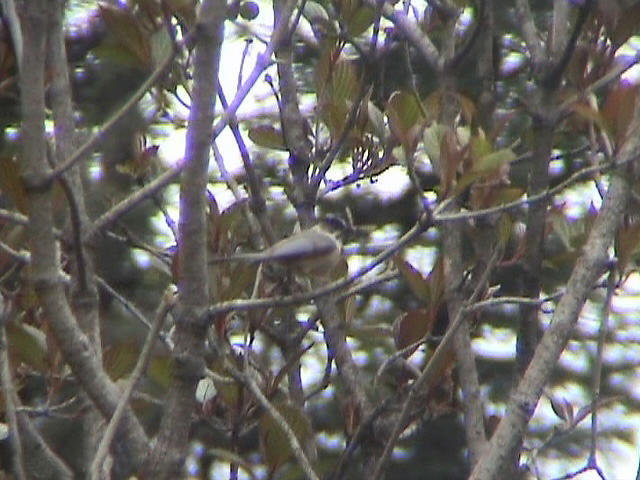
Especímenes de Aegithalos niveogularis en un bosque de la India.
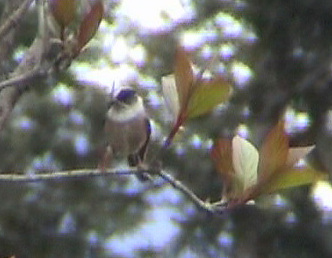
Un Aegithalos niveogularis a 3400m en el oeste de Uttarakhand, India.